# Missões diplomáticas de Ruanda

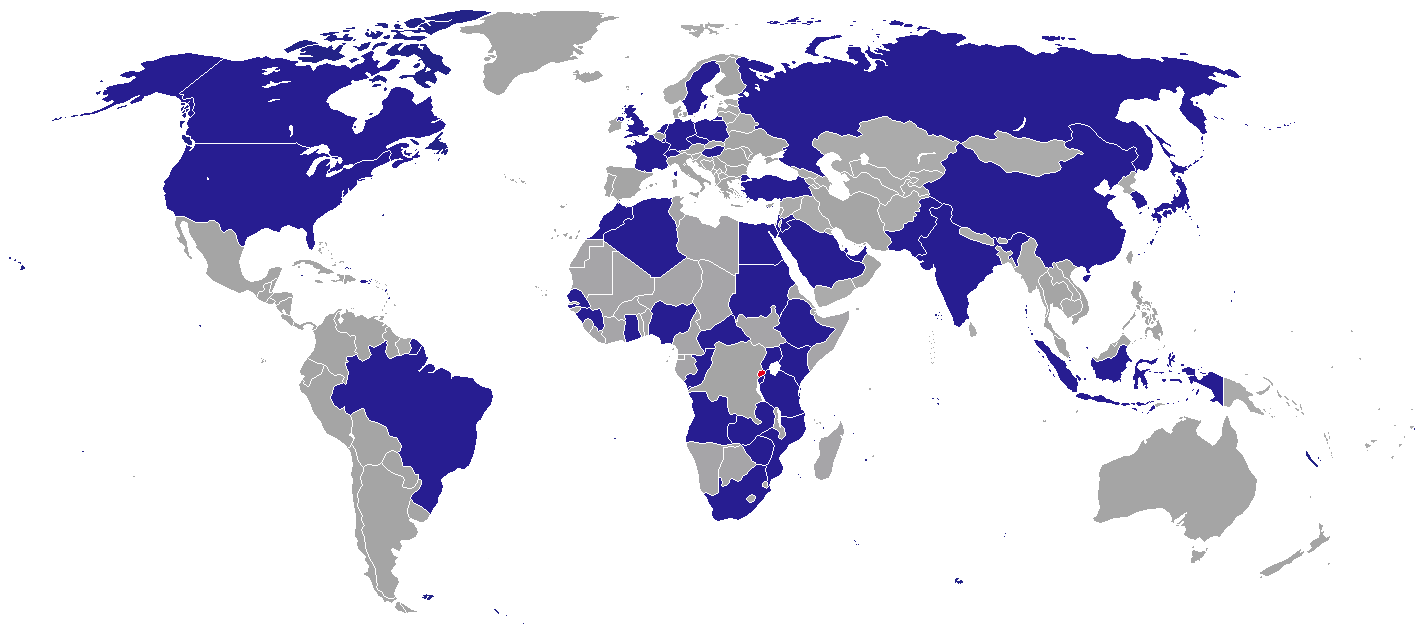
Missões diplomáticas de Ruanda.

Abaixo estão listadas as embaixadas e consulados de Ruanda:

## Europa
- Alemanha
  - Berlim (Embaixada)
- Bélgica
  - Bruxelas (Embaixada)
- Países Baixos
  - Haia (Embaixada)
- Rússia
  - Moscou (Embaixada)
- Suécia
  - Estocolmo (Embaixada)
- Suíça 
  - Genebra (Embaixada)
- Reino Unido
  - London (Alta comissão)
  - Glasgow (Consulado-geral)

## América
- Brasil
  - Brasília (Embaxiada)
- Canadá
  - Ottawa (Alta comissão)
- Estados Unidos
  - Washington, D.C. (Embaixada)

## África
- África do Sul
  - Pretória (Alta comissão)
- Burundi
  - Bujumbura (Embaixada)
- Etiópia
  - Addis Ababa (Embaixada)
- Nigéria
  - Abuja (Embaixada)
- Quênia
  - Nairóbi (Alta comissão)
- Sudão
  - Cartum (Embaixada)
- Tanzânia
  - Dar es Salaam (Alta comissão)
- Uganda
  - Kampala (Alta comissão)

## Ásia
- China
  - Pequim (Embaixada)
- Coreia do Sul
  - Seul (Embaixada)
- Emirados Árabes Unidos
  - Abu Dhabi (Embaixada)
- Índia
  - Nova Délhi (Alta comissão)
- Japão
  - Tóquio (Embaixada)
- Singapura
  - Singapura (Alta comissão)

## Organizações multilaterais
- Adis-Abeba (Missão permanente da Ruanda ante a União Africana)
- Bruxelas (Missão permanente da Ruanda ante a União Europeia)
- Genebra (Missão permanente da Ruanda ante as Nações Unidas e organizações internacionais)
- Nova Iorque (Missão permanente da Ruanda ante as Nações Unidas)